# Into the Storm (téléfilm)
Pour plus de détails, voir Fiche technique et Distribution.
Into the Storm ou Churchill at War est un téléfilm biographique de Thaddeus O'Sullivan en 2009 sur Winston Churchill, premier ministre britannique durant la Seconde Guerre mondiale. Brendan Gleeson interprète le premier ministre. Into the Storm est une suite au téléfilm de 2002 The Gathering Storm, qui porte sur la vie de Churchill dans les années précédant la Seconde Guerre mondiale.
Into the Storm a été diffusé la première fois le 31 mai 2009 sur HBO et HBO Canada,. Le film a été nommé pour 14 Primetime Emmy Awards. Brendan Gleeson remporte le Primetime Emmy Award.

## Synopsis
La seconde guerre mondiale vient de se terminer et les gens sont dans l'attente des résultats des élections de 1945. Pendant ce temps, Churchill est en vacances en France avec sa femme Clemmie où, à travers une série de flashbacks, il se rappelle quelques-uns des moments les plus glorieux de la guerre et les effets négatifs qu'ils ont eus sur son mariage.

## Distribution
- Brendan Gleeson (VF : Benoît Allemane) : Winston Churchill
- Janet McTeer (VF : Isabelle Gardien) : Clemmie Churchill
- James D'Arcy : Jock Colville
- Iain Glen : George VI
- Patrick Malahide : le major général Bernard Montgomery
- Len Cariou : Franklin D. Roosevelt
- Robert Pugh (VF : Vincent Grass) : le général Ismay
- Michael Pennington : Arthur Travers Harris
- Adrian Scarborough : Sawyers
- Donald Sumpter : Lord Halifax
- Bill Paterson : Clement Attlee
- Garrick Hagon : Harry Hopkins

 Source et légende : version française (VF) sur RS Doublage